# 吸血鬼維多利奧
《吸血鬼維多利奧》（英語：Vittorio the Vampire）是美國作家安·萊絲的系列小說「吸血新紀事」第二部，於1999年3月16日出版。在萊絲的所有吸血鬼小說中，除《潘朶拉》以外，此作便是唯一一本沒有讓終極主角黎斯特登場的小說，只是維多利奧會偶爾提及他。

## 內容
20世紀的某日，維多利奧在他位於托斯卡尼北部的城堡裡，寫下他的生平傳奇。
1450年，維多利奧·蒂·納尼亞力 (Vittorio di Raniari) 是一名年僅16歲的義大利貴族，他的家人被一羣古老而強大的吸血鬼集會殺害，他親人死去時的眼神成為他永遠揮之不去的陰影。不過，在一名吸血鬼的介入下，維多利奧免於被屠殺的命運。
處理完家人的後事之後，維多利奧盡可能籌集了家族的剩餘財富，藉助白日陽光的保護逃往佛羅倫斯，遠離那羣可怕的吸血鬼。夜幕降臨時，他到達一個怪異的村莊，這裡的街道上沒有乞丐，沒有病人也沒有死者的屍體，一切都安靜得有違常理，但這些並未引起還沈浸在喪親之痛中的維多利奧的注意。不過很快，他發覺有人在跟蹤他，於是他快速找到一家旅館棲身。
跟蹤他的是一名叫烏蘇拉 (Ursula) 的吸血鬼，也是她之前幫助維多利奧在屠殺中倖存下來。烏蘇拉在維多利奧旅館房間的窗前徘徊，引誘他，吸他的血，也讓他飲下自己的血。烏蘇拉將維多利奧帶至吸血鬼集會的大本營，試圖吸收他成為其中一員。「大本營」其實是一座古老的城堡，維多利奧發現城堡花園裡安置了許多老人、幼童和病患，他恍然意識到這些人都是來自那個怪異的村莊。隨後，維多利奧目睹了由吸血鬼集會的統領所擧行的一場盛宴儀式，他們從花園裡選出一些人作為他們噬血的犧牲祭。
維多利奧拒絕接受「暗黑禮贈」，在烏蘇拉的斡旋下，其他吸血鬼同意放他一條生路，他們把他留在了那個村莊。維多利奧看見兩位天使在門廊處爭論，祂們是雷米爾和賽脩斯，兩天使很驚訝維多利奧居然能用肉眼看見祂們。他後來瞭解到原來祂們是自己最崇敬的畫家菲利普·利皮的指引天使。維多利奧在雷米爾、賽脩斯並自己的守護天使，以及一名身着鎧甲的強大天使莫斯提馬的協助下，開始策劃向吸血鬼集團復仇。（在這段情節中，維多利奧自身的守護天使未作明確描述，雖然祂們經常出現，但從沒提及祂們的名字。）
他們在白天襲擊了吸血鬼集會，將他們逐個斬首後再把頭顱丟在日光下燃燒。當準備斬首烏蘇拉時，維多利奧發現自己無法下手，他不顧天使的督促放過了烏蘇拉。幾分鐘之內，維多利奧便被烏蘇拉設計接受「暗黑禮贈」轉化成吸血鬼，他瞬間被噬血的慾望征服。在故事快結束時，烏蘇拉和維多利奧被描繪成猶如邦妮和克萊德式的升級版古老吸血鬼鴛鴦大盜，延續數個世紀的殺戮和噬血，直到他們自己都對這一切感到厭倦為止。
維多利奧有兩項特殊技能：他能看見天使和離開肉體的人類靈魂。莫斯提馬告訴他這種技能將伴隨他終身，每當他奪走一條人命時，他都會目睹這個死在他手上的靈魂的冥滅。

## 反響
《紐約時報》的安卓亞·赫畢認為這部小說製造了「萊絲筆下又一位滔滔不絕的『三姑六婆』式 (Chatty Cathy) 吸血鬼」。在以5為滿分的亞馬遜網站上，小說獲得3.6分的評級。